# عاصمة إندونيسيا

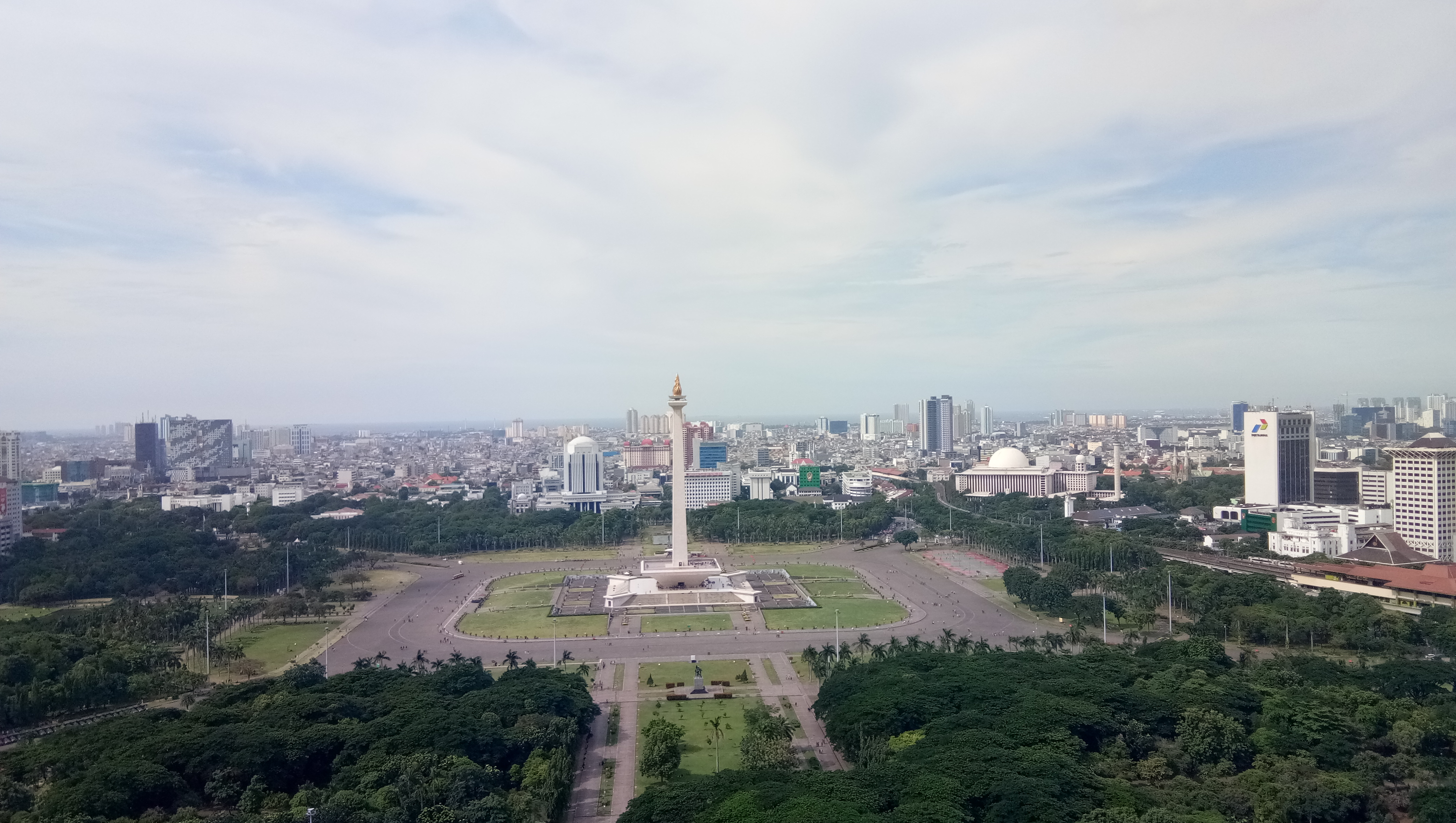
نصب تذكاري وطني، رمز الاستقلال، وسط ساحة ميرديكا، جاكرتا.

عاصمة إندونيسيا جاكرتا هي عاصمة إندونيسيا وفقًا للقانون رقم 10 لعام 1964. تقع في جزيرة جاوة، كانت المدينة سابقًا يطلق عليها باتافيا، وهي العاصمة خلال فترة حكم الهند الشرقية الهولندية. في أوائل القرن العشرين بذلت حكومة جزر الهند الشرقية الهولندية جهودًا لنقل العاصمة من باتافيا إلى باندونغ. أثناء نضال إندونيسيا من أجل الاستقلال نقلت حكومة إندونيسيا العاصمة إلى يوغياكارتا وبوكيتنغي حيث بقيت لفترة قصيرة حتى عادت إلى جاكرتا.
في 16 أغسطس 2019؛ أعلن الرئيس جوكو ويدودو عن خطة لنقل العاصمة إلى كليمنتان في جزيرة بورنيو خلال خطابه السنوي عن حالة الاتحاد في البرلمان الإندونيسي. تقتضي الخطة بناء مدينة مخططة بين كوتاي كارتانيجارا ريجنسي وشمال بيناجام باسر ريجنسي في كليمانتان الشرقية. سيتم نقل العاصمة إلى موقع أكثر مركزية داخل إندونيسيا ويشكل جزءًا من إستراتيجية للحد من عدم المساواة التنموية بين جزيرة جاوة والجزر الأخرى في الأرخبيل الإندونيسي، سوف يقلل هذا النقل أيضًا من عبء جاكرتا كمحور لإندونيسيا. في أغسطس 2019 أعلنت الحكومة أنه بينما سيتم نقل رأس المال، سيتم إنفاق 40 مليار دولار لإنقاذ جاكرتا من الغرق في العقد المقبل.

## الخط الزمني
| التاريخ               | العاصمة    | الملاحظات |
| --------------------- | ---------- | --- |
| 17 أغسطس 1945         | جاكرتا     | أعلن كل من سوكارنو ومحمد حاتا استقلال إندونيسيا في جاكرتا، والتي أصبحت عاصمة جمهورية إندونيسيا بحكم الأمر الواقع. |
| 4 يناير 1946          | يوغياكارتا | احتلت الإدارة المدنية لجزر الهند الهولندية (NICA) جاكرتا فانتقلت العاصمة إلى يوغياكارتا. انتقلت الحكومة الإندونيسية إلى المدينة باستخدام القطار في منتصف الليل. |
| 19 ديسمبر 1948        | بوكيتنغي   | احتلت القوات المسلحة الهولندية مدينة يوغياكارتا خلال عملية الغراب، فقبض على الرئيس سوكارنو ونائبه حاتا ونفيا إلى جزيرة بانغكا. فأنشأ شفر الدين براويرانيغارا حكومة الطوارئ في جمهورية إندونيسيا (PDRI) في المنفى في بوكيتنغي.                                                     |
| 6 يوليو 1949          | يوغياكارتا | عاد سوكارنو وحاتا من المنفى إلى يوغياكارتا. حل شفر الدين براويرانيغارا رسميًا حكومة الطوارئ في 13 يوليو 1949. استمرت يوجياكارتا عاصمة لجمهورية إندونيسيا، التي كانت دولة داخل جمهورية الولايات المتحدة الإندونيسية (أسست في 27 ديسمبر 1949). كانت جاكرتا بمثابة العاصمة الاتحادية. |
| 17 أغسطس 1950         | جاكرتا     | حل سوكارنو الولايات المتحدة الإندونيسية، وأصبحت جاكرتا مرة أخرى العاصمة الفعلية لجمهورية إندونيسيا. |
| 28 أغسطس 1961         | جاكرتا     | أصبحت جاكرتا العاصمة القانونية لإندونيسيا بموجب المرسوم الرئاسي رقم 2 لعام 1961. وعزز لاحقًا بموجب القانون الإندونيسي رقم 10 لعام 1964. |
| ليس بعد 17 أغسطس 2024 | نسنطرة     | أعلن الرئيس جوكو ويدودو رسميا نقل العاصمة إلى كالمنتان الشرقية. سيخصص جزء من منطقة وصاية كوتاي كارتانيغارا ومنطقة وصاية شمال بيناجام باسر لإنشاء مدينة جديدة مخططة على مستوى المقاطعة ومن المتوقع افتتاحها في موعد أقصاه 16 أغسطس 2024.                                           |